# Wane Stojanow
Wane Stojanow, mac. Ване Стојанов (ur. 9 listopada 1977 w Strumicy) – macedoński biegacz, olimpijczyk. Brał udział w igrzyskach 2000 (Sydney) i 2004 (Ateny). Nie zdobył żadnych medali. Wielokrotny rekordzista kraju.

## Letnie Igrzyska Olimpijskie 2000 w Sydney
| Konkurencja | Eliminacje | Eliminacje       | Ćwierćfinały          | Ćwierćfinały          | Półfinały             | Półfinały             | Finał                 | Finał                 |
| Konkurencja | Czas       | Miejsce          | Czas                  | Miejsce               | Czas                  | Miejsce               | Czas                  | Miejsce               |
| ----------- | ---------- | ---------------- | --------------------- | --------------------- | --------------------- | --------------------- | --------------------- | --------------------- |
| 800 metrów  | 1:47,71    | 5. w swoim biegu | → Nie awansował dalej | → Nie awansował dalej | → Nie awansował dalej | → Nie awansował dalej | → Nie awansował dalej | → Nie awansował dalej |

## Letnie Igrzyska Olimpijskie 2004 w Atenach
| Konkurencja | Eliminacje | Eliminacje       | Ćwierćfinały          | Ćwierćfinały          | Półfinały             | Półfinały             | Finał                 | Finał                 |
| Konkurencja | Czas       | Miejsce          | Czas                  | Miejsce               | Czas                  | Miejsce               | Czas                  | Miejsce               |
| ----------- | ---------- | ---------------- | --------------------- | --------------------- | --------------------- | --------------------- | --------------------- | --------------------- |
| 800 metrów  | 1:49,02    | 7. w swoim biegu | → Nie awansował dalej | → Nie awansował dalej | → Nie awansował dalej | → Nie awansował dalej | → Nie awansował dalej | → Nie awansował dalej |